# Lucas Calabrese
Lucas Calabrese (* 12. Dezember 1986 in Partido Vicente López, Gran Buenos Aires) ist ein argentinischer Segler.

## Erfolge
Lucas Calabrese nahm zweimal an Olympischen Spielen mit Juan de la Fuente in der 470er Jolle teil. Die beiden gewannen 2012 in London die Bronzemedaille, nachdem sie die Regatta mit 63 Punkten hinter dem australischen und dem britischen Boot beendet hatten. Bei den Olympischen Spielen 2016 in Rio de Janeiro kamen sie nicht über den 16. Platz hinaus. Bereits 2006 gewann er bei den Südamerikaspielen die Silbermedaille.